# Thierry Pauwels
Thierry Pauwels (Gante, 2 de julio de 1957) es un astrónomo belga del Real Observatorio de Bélgica, gran descubridor de asteroides.
Thierry Pauwels estudió matemáticas y se especialzó en astronomía en la Universidad de Gante donde se doctoró en 1987. Desde 1984 trabaja en el Real Observatorio de Bélgica, donde trabaja en la sección de astrometría de los objetos del sistema solar. También es responsable del anuario del observatorio y de los proyectos de digitalización del Real Observatorio.

## Descubrimientos
| Asteroides descubiertos: 146 | Asteroides descubiertos: 146 |
| ---------------------------- | ---------------------------- |
| (10214) 1997 RT9             | 10 de septiembre de 1997     |
| (11633) 1996 XG9             | 2 de diciembre de 1996       |
| (13690) Lesleymartin         | 10 de septiembre de 1997     |
| (14539) Clocke Roeland       | 10 de septiembre de 1997     |
| (16908) Groeselenberg        | 17 de febrero de 1998        |
| (22827) Arvernia             | 8 de septiembre de 1999      |
| (23892) 1998 SH49            | 23 de septiembre de 1998     |
| (25830) 2000 DN110           | 26 de febrero de 2000        |
| (30018) 2000 CX101           | 14 de febrero de 2000        |
| (33251) 1998 HS24            | 22 de abril de 1998          |
| (35473) 1998 EZ8             | 9 de marzo de 1998           |
| (35474) 1998 EA9             | 9 de marzo de 1998           |
| (37392) Yukiniall            | 10 de diciembre de 2001      |
| (40684) Vanhoeck             | 8 de septiembre de 1999      |
| (41976) 2000 YA15            | 21 de diciembre de 2000      |
| (42932) 1999 TF19            | 12 de octubre de 1999        |
| (49592) 1999 DD7             | 25 de febrero de 1999        |
| (53628) 2000 CW101           | 3 de febrero de 2000         |
| (57828) 2001 XZ4             | 9 de diciembre de 2001       |
| (57880) 2002 AN3             | 2 de enero de 2002           |
| (59369) Chanco               | 11 de marzo de 1999          |
| (59838) 1999 RU45            | 9 de septiembre de 1999      |
| (63160) 2000 YN8             | 16 de diciembre de 2000      |
| (63165) 2000 YY14            | 20 de diciembre de 2000      |
| (67020) 1999 XS137           | 11 de diciembre de 1999      |
| (71098) 1999 XV137           | 11 de diciembre de 1999      |
| (72041) 2000 XX53            | 15 de diciembre de 2000      |
| (72058) 2000 YC15            | 21 de diciembre de 2000      |
| (75450) 1999 XR137           | 10 de diciembre de 1999      |
| (76117) 2000 DM110           | 26 de noviembre de 2000      |
| (77757) 2001 PN29            | 13 de agosto de 2001         |
| (86071) 1999 RR45            | 8 de septiembre de 1999      |
| (91553) Claudedoom           | 8 de septiembre de 1999      |
| (91573) 1999 SN2             | 16 de septiembre de 1999     |
| (91604) Clausmadsen          | 14 de octubre de 1999        |
| (92155) 1999 XU137           | 11 de diciembre de 1999      |
| (94044) 2000 XW53            | 15 de diciembre de 2000      |
| (97576) 2000 DK110           | 25 de febrero de 2000        |
| (100604) Lundy               | 11 de septiembre de 1997     |
| (104020) 2000 DL110          | 26 de febrero de 2000        |
| (106825) 2000 XY53           | 15 de diciembre de 2000      |
| (108087) 2001 FJ174          | 19 de marzo de 2001          |
| (108953) Pieraerts           | 13 de agosto de 2001         |
| (111819) 2002 DD1            | 16 de febrero de 2002        |
| (118397) 1999 RO45           | 8 de septiembre de 1999      |
| (120726) 1997 SR30           | 25 de septiembre de 1997     |
| (121313) Tamsin              | 8 de septiembre de 1999      |
| (123611) 2000 YX14           | 16 de diciembre de 2000      |
| (125565) 2001 XQ16           | 11 de diciembre de 2001      |
| (127657) 2003 DV9            | 24 de febrero de 2003        |
| (129873) 1999 RH214          | 15 de septiembre de 1999     |
| (130137) 1999 XT137          | 11 de diciembre de 1999      |
| (131035) 2000 XV53           | 5 de diciembre de 2000       |
| (131040) 2000 YM8            | 16 de diciembre de 2000      |
| (133431) 2003 SF201          | 23 de septiembre de 2003     |
| (134580) 1999 TE19           | 11 de octubre de 1999        |
| (141128) 2001 XR88           | 10 de diciembre de 2001      |
| (143495) 2003 DW9            | 24 de febrero de 2003        |
| (143618) 2003 GQ28           | 7 de abril de 2003           |
| (152300) 2005 TF51           | 11 de octubre de 2005        |
| (153871) 2001 XQ88           | 10 de diciembre de 2001      |
| (161024) 2002 FM7            | 23 de marzo de 2002          |
| (164130) Jonckheere          | 23 de marzo de 2002          |
| (165624) 2001 FQ128          | 19 de marzo de 2001          |
| (170401) 2003 TX17           | 15 de octubre de 2003        |
| (177175) 2003 SM170          | 21 de septiembre de 2003     |
| (177197) 2003 UV38           | 16 de octubre de 2003        |
| (187158) 2005 RE10           | 8 de septiembre de 2005      |
| (189188) Floraliën           | 27 de marzo de 2003          |
| (192998) 2000 DJ110          | 25 de febrero de 2000        |
| (195206) 2002 DF1            | 25 de febrero de 2000        |
| (196858) 2003 SB269          | 25 de septiembre de 2003     |
| (197891) 2004 RR23           | 8 de septiembre de 2004      |
| (198614) 2005 AO26           | 13 de enero de 2005          |
| (201577) 2003 SR70           | 18 de septiembre de 2003     |
| (202227) 2004 YL1            | 16 de diciembre de 2004      |
| (202953) 1999 RS45           | 8 de septiembre de 1999      |
| (205078) 1999 SM2            | 16 de septiembre de 1999     |
| (205362) 2000 XF54           | 15 de diciembre de 2000      |
| (206394) 2003 SV32           | 17 de septiembre de 2003     |
| (206428) 2003 SV170          | 21 de septiembre de 2003     |
| (208132) 2000 DO110          | 25 de febrero de 2000        |
| (210768) 2000 XR53           | 4 de diciembre de 2000       |
| (211569) 2003 SF139          | 20 de septiembre de 2003     |
| (215805) 2004 RT25           | 8 de septiembre de 2004      |
| (218685) 2005 TG51           | 12 de octubre de 2005        |
| (219695) 2001 XO16           | 10 de diciembre de 2001      |
| (219719) 2001 XR105          | 11 de diciembre de 2001      |
| (221072) 2005 SN             | 22 de septiembre de 2005     |
| (227051) 2005 CY25           | 5 de febrero de 2005         |
| (227219) 2005 RZ4            | 7 de septiembre de 2005      |
| (229376) 2005 SP             | 7 de septiembre de 2005      |
| (234292) 2000 YL8            | 16 de diciembre de 2000      |
| (235852) 2005 AX27           | 14 de enero de 2005          |
| (241481) 2009 BM83           | 31 de enero de 2009          |
| (242172) 2003 GH53           | 12 de abril de 2003          |
| (242254) 2003 SC269          | 25 de septiembre de 2003     |
| (242975) 2006 SG126          | 21 de septiembre de 2006     |
| (247821) 2003 SN170          | 22 de septiembre de 2003     |
| (252131) 2000 XD54           | 4 de diciembre de 2000       |
| (252156) 2001 BJ51           | 16 de enero de 2001          |
| (253601) 2003 UU13           | 16 de octubre de 2003        |
| (256776) 2008 CF5            | 4 de febrero de 2008         |
| (257596) 1999 RT45           | 8 de septiembre de 1999      |
| (263849) 2009 BL83           | 31 de enero de 2009          |
| (265080) 2003 SY170          | 23 de septiembre de 2003     |
| (267346) 2001 WC16           | 23 de noviembre de 2001      |
| (270994) 2002 XV39           | 9 de diciembre de 2002       |
| (271152) 2003 SO170          | 22 de diciembre de 2003      |
| (276681) Loremaes            | 18 de diciembre de 2003      |
| (281759) 2009 BC133          | 21 de septiembre de 2005     |
| (284895) 2009 SW168          | 23 de septiembre de 2009     |
| (285888) 2001 PO29           | 13 de agosto de 2001         |
| (287248) 2002 TW69           | 9 de octubre de 2002         |
| (290162) 2005 RC5            | 7 de septiembre de 2005      |
| (290171) 2005 RY25           | 8 de septiembre de 2005      |
| (298162) 2002 TO67           | 6 de octubre de 2002         |
| (298404) 2003 SD269          | 25 de septiembre de 2003     |
| (303464) 2005 CZ25           | 5 de febrero de 2005         |
| (310273) Paulsmeyers         | 8 de septiembre de 2004      |
| (313655) 2003 SZ170          | 23 de septiembre de 2003     |
| (317821) 2003 SP276          | 30 de septiembre de 2003     |
| (325330) 2008 JK24           | 7 de mayo de 2008            |
| (331556) 2000 XE54           | 15 de diciembre de 2000      |
| (331557) 2000 YZ14           | 20 de diciembre de 2000      |
| (331605) 2001 XB5            | 10 de diciembre de 2001      |
| (332760) 2009 UQ81           | 12 de enero de 2005          |
| (335337) 2005 SM             | 22 de septiembre de 2005     |
| (337296) 2000 XS53           | 5 de diciembre de 2000       |
| (338600) 2003 ST170          | 21 de septiembre de 2003     |
| (354083) 2001 WB16           | 23 de noviembre de 2001      |
| (354352) 2003 GR28           | 7 de abril de 2003           |
| (360764) 2005 AH49           | 16 de diciembre de 2004      |
| (368683) 2005 RB5            | 6 de septiembre de 2005      |
| (368704) 2005 SD223          | 21 de septiembre de 2005     |
| (374715) 2006 SH20           | 19 de septiembre de 2006     |
| (381444) 2008 QV32           | 30 de agosto de 2008         |
| (382118) 2011 HX56           | 21 de diciembre de 2000      |
| (382722) 2002 XR90           | 3 de diciembre de 2002       |
| (383067) Stoofke             | 7 de septiembre de 2005      |
| (385205) 1999 SU28           | 21 de septiembre de 1999     |
| (390848) Veerle              | 8 de septiembre de 2004      |
| (391257) Wilwheaton          | 12 de septiembre de 2006     |
| (409270) 2004 RP23           | 7 de septiembre de 2004      |
| (413033) 2000 XU53           | 4 de diciembre de 2000       |
| (455444) 2003 SX170          | 23 de septiembre de 2003     |
| 1. 2. 3. 4.                  |                              |

Entre 1996 y 2009 ha descubierto un total de 132 asteroides en solitario y otros 14 en colaboración con sus colegas Eric W. Elst, H. M. J. Boffin, S. I. Ipatov y P. De Cat.

## Epónimos
El asteroide del Cinturón principal (12761) Pauwels, descubierto por su colega Eric Walter Elst en el Observatorio de La Silla en 1993, fue nombrado en su honor en 2003. La citación de denominación fue publicada el 18 de marzo de 2003 (M.P.C. 48156).